# Psittacismo
Lo psittacismo (dal greco ψιτταχός e dal latino psittacus, pappagallo) è, letteralmente, l'atto di ripetere le parole altrui alla stregua di un pappagallo.
Lo psittacismo può essere un vero e proprio disturbo mentale.
Viene anche usato nell'accezione più astratta del discutere su determinati termini senza avere chiaro quale sia il loro vero significato. Per Leibniz, lo psittacismo è correlato ai cosiddetti pensieri sordi (pensées sourdes), anche detti pensieri ciechi (cogitationes caecas): troppo spesso l'uomo è portato a pensare e ragionare utilizzando termini e pensieri formulati da altri, o i suoi stessi ricordi, ripetendoli senza esserne veramente consapevole e senza averli debitamente analizzati. In tal modo i suoi stessi pensieri diventano psittacismo, parole vuote che non arricchiscono veramente il suo spirito.